# Джон Пайлес Крік
Джон Пайлес Крік (англ. John Piles Creek) — річка-канал, повноводний канал в окрузі Коросаль (Беліз). Довжиною до 20 км. Свої води несе до Карибського моря, витікаючи в одному з вигибів головної водної артерії краю Ріо-Нуево (Rio Nuevo) тече її старицею широкою болотяною долиною, паралельно з нею в сторону затоки, доєднюючись до гирла великої річки — Ріо-Нуево (Rio Nuevo).
Протікає територією округу Коросаль, поруч поселень: Лібертад (Libertad) і Сан-Хоакін (San Joaquin). Річище глибоке, розташоване в болотяній низині, гирло просте й вузьке при впадінні в головне річище Ріо-Нуеви.